# 烏德宗瓦山脈
烏德宗瓦山脈是東非國家坦桑尼亞的山脈，位於多多馬東南面，是多種野生動物的棲息地，最高點海拔高度2,579米，烏德宗瓦山脈國家公園涵蓋該山脈大部分範圍。

## 外部連結
- TANAPA - Udzungwa Mountains National Park
- Udzungwa Mountains NP（页面存档备份，存于）
- Hondo Hondo Udzungwa Forest Camp  （页面存档备份，存于）